# Onciale 055
L'Onciale 055 (numerazione Gregory-Aland) è un codice manoscritto onciale del Nuovo Testamento, in lingua greca, datato paleograficamente all'XI secolo.

## Testo
Il codice è composto da 6 spessi fogli di pergamena di 303 per 195 cm, contenenti un testo dei quattro vangeli canonici con un commento. Il testo è scritto in una colonna per pagina e 37 linee per colonna.

### Critica testuale
Il testo del codice è rappresentativo del tipo testuale bizantino. Kurt Aland non lo ha collocato in nessuna categoria.

## Storia
Il codice è conservato alla Biblioteca nazionale di Francia (Gr. 201) a Parigi.